# Cittadinanza uruguaiana

Stemma dell'Uruguay

Passaporto uruguaiano

La cittadinanza uruguaiana (in spagnolo: nacionalidad uruguaya) si basa principalmente su criteri dello ius soli. I requisiti per ottenere la cittadinanza uruguaiana sono contemplati nella Costituzione, sezione III, capitolo I. La doppia o multipla nazionalità è legale in Uruguay.

## Tipo di cittadini
Esistono due tipi di cittadini: naturali e legali.

### Cittadini naturali
- Quelli nati nel territorio della Repubblica Orientale dell'Uruguay.
- Quelli nati in Uruguay, figli di genitori stranieri, tranne se i genitori si trovano nel paese per motivi di servizio diplomatico.
- Lo straniero nato, se uno dei suoi genitori (o entrambi) è uruguaiano.
- Lo straniero nato, se almeno uno dei suoi nonni è uruguaiano.

### Cittadini legali
Un cittadino legale è colui che ottiene la cittadinanza dopo la nascita. In questo caso, è richiesto un esame di lingua spagnola per dimostrare che la persona può comunicare nella lingua locale con una certa fluidità. Si applica nei tre casi seguenti:
- Dopo aver investito una grande somma di denaro in Uruguay o aver contribuito alla scienza, all'arte o all'industria nazionale per tre anni di residenza ininterrotti.
- Sposare un cittadino uruguaiano dà il diritto di risiedere nel paese. Dopo cinque anni può essere richiesta la nazionalità, periodo di tempo ridotto a tre anni se lo straniero ha figli nati in Uruguay.
- Per grazia dell'Assemblea generale dell'Uruguay a persone che hanno raccolto meriti sufficienti o hanno dato un contributo eccezionale nel paese.

I cittadini legali dell'Uruguay non possono avere la nazionalità uruguaiana in base alle costituzioni. La loro nazionalità precedente rimane. Nella loro carta d'identità e passaporto uruguaiano, la nazionalità non è l'Uruguay ma la nazionalità precedente.

## Cittadinanza e nazionalità
Ai sensi degli articoli 1 e 2 della legge 16.021, uomini e donne nati in qualsiasi parte del territorio della Repubblica, nonché i figli di una delle suddette persone, sono cittadini della Repubblica Orientale dell'Uruguay, qualunque sia il luogo della loro nascita.